# NGC 4473
NGC 4473 ist eine elliptische Galaxie vom Hubble-Typ E5 im Sternbild Haar der Berenike am Nordsternhimmel. Sie ist schätzungsweise 98 Millionen Lichtjahre von der Milchstraße entfernt und hat einen Durchmesser von etwa 130.000 Lj. Sie gehört sowohl zum Virgo-Galaxienhaufen (VCC 1231) als auch zur Markarjanschen Kette. 
Das Objekt wurde am 8. April 1784 von dem deutsch-britischen Astronomen Wilhelm Herschel entdeckt.